# Hanover, Kansas
Hanover là một thành phố thuộc quận Washington, tiểu bang Kansas, Hoa Kỳ. Năm 2010, dân số của xã này là 682 người.